# لری (خواننده)
لُری (فرانسوی: Lorie‎؛ زادهٔ ۲ مهٔ ۱۹۸۲) موسیقی‌دان، خواننده، ترانه‌سرا، بازیگر، تهیه‌کننده موسیقی اهل فرانسه است. وی از سال ۲۰۰۱ میلادی تاکنون مشغول فعالیت بوده‌است.
از فیلم‌ها یا مجموعه‌های تلویزیونی که وی در آن‌ها نقش داشته است، می‌توان به شمشیر اژدها اشاره نمود.